# Jean Paul Yontcha
Jean-Paul Yontcha est un footballeur camerounais né le 15 mai 1983 à Yaoundé évoluant au poste d'attaquant au SC Olhanense.